# Caroline Armington

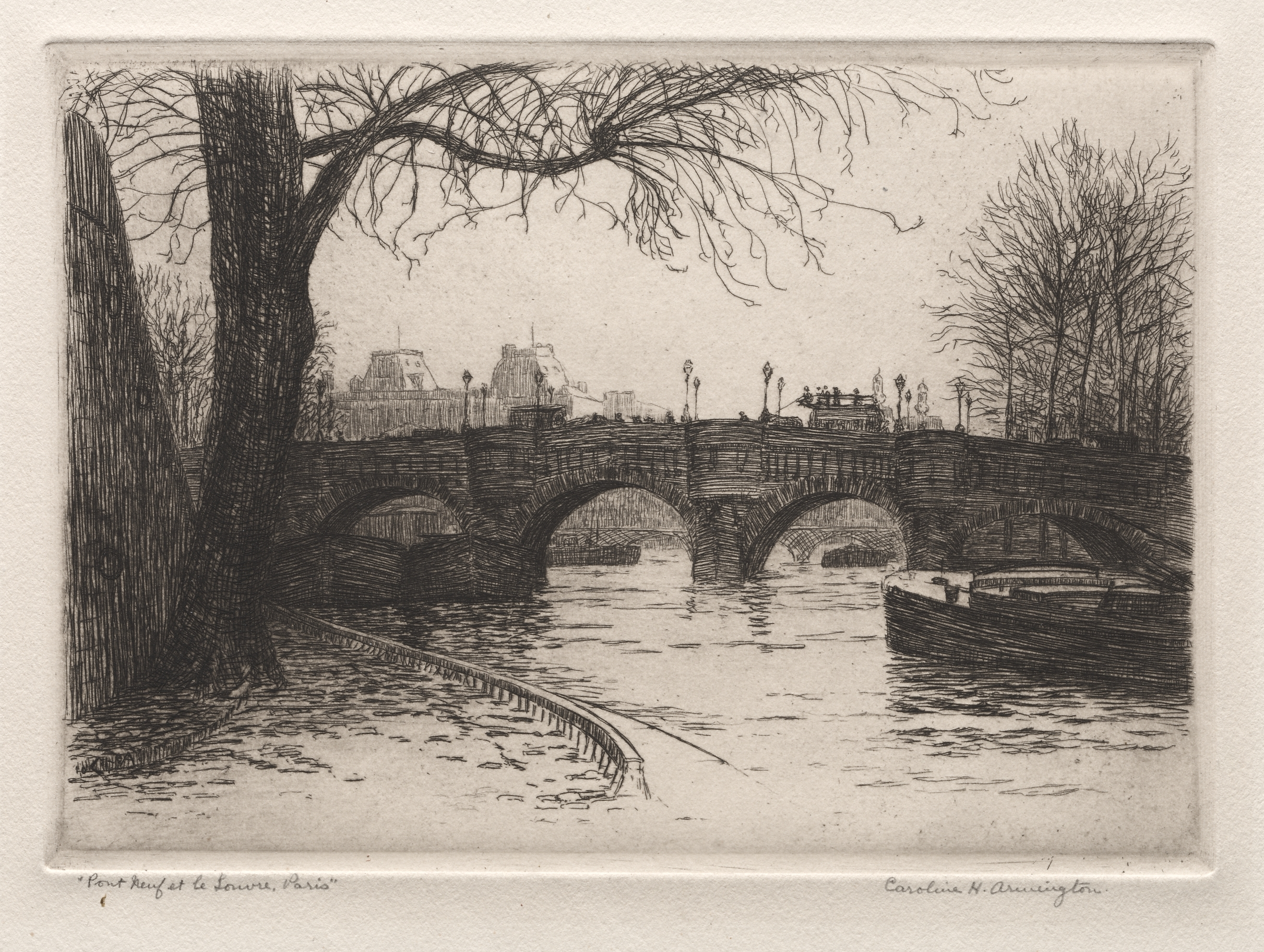
Caroline Armington: Pont Neuf et le Louvre, Paris, 1923. Cleveland Museum of Art

Caroline Helena Armington, geb. Wilkinson (* 11. September 1875 in Brampton, Ontario, Kanada; † 25. Oktober 1939 in New York City) war eine kanadische Malerin und Druckgrafikerin.

## Leben

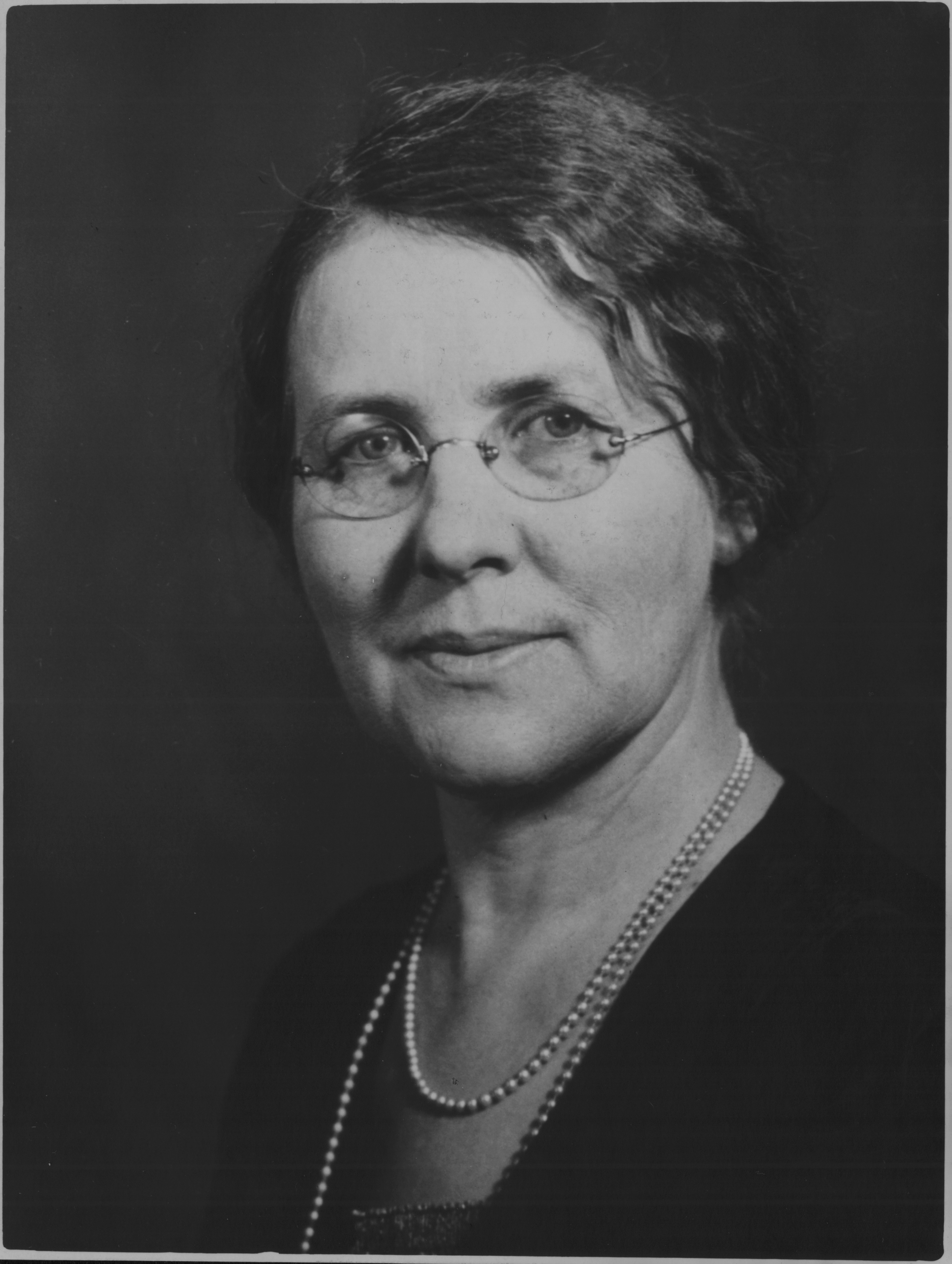
Caroline Armington, 1930

Caroline Helena Wilkinson, genannt Carrie, wurde als Tochter von William Wilkinson, einem Farmer und Händler von landwirtschaftlichen Geräten, und Mary Crawford geboren. Sie besuchte die öffentliche Schule und das Gymnasium in Brampton. Um 1890 begann sie ein Kunststudium in Toronto bei John Wycliffe Lowes Forster, einem Cousin ihres Vaters. Während dieser Zeit lernte sie den Künstler Frank Milton Armington kennen. Aufgrund familiären Drucks und ihrer praktischen Veranlagung wandte sie sich kurzzeitig von der Kunst ab und absolvierte eine Ausbildung zur Krankenschwester. 1899 arbeitete sie als Krankenschwester in New York. Im folgenden Jahr reiste sie nach Europa und heiratete am 6. September 1900 in Paris Frank Armington. Das Paar kehrte nach Kanada zurück und ließ sich in Winnipeg nieder, wo Caroline Malunterricht gab. 
1905 zogen die Armingtons nach Paris, um ihre künstlerische Ausbildung an der Académie de la Grande Chaumière und der Académie Julian fortzusetzen. Dort lebten sie drei Jahrzehnte. Während des Ersten Weltkriegs arbeiteten beide im American Ambulance Hospital in Paris, Caroline als Krankenschwester und Frank als Krankenpfleger. Im Jahr 1919 erhielt Caroline eine Silbermedaille für ihre Radierungen von der Société des amis des arts de Seine et Oise in Versailles. 1924 hatte sie eine Einzelausstellung in der Corcoran Gallery of Art in Washington. 1929 folgte eine gemeinsame Ausstellung mit ihrem Mann in der Art Gallery of Ontario in Toronto. 1939 verließen die Armingtons Paris und ließen sich in New York nieder, wo Caroline am 25. Oktober 1939 starb.

## Werk

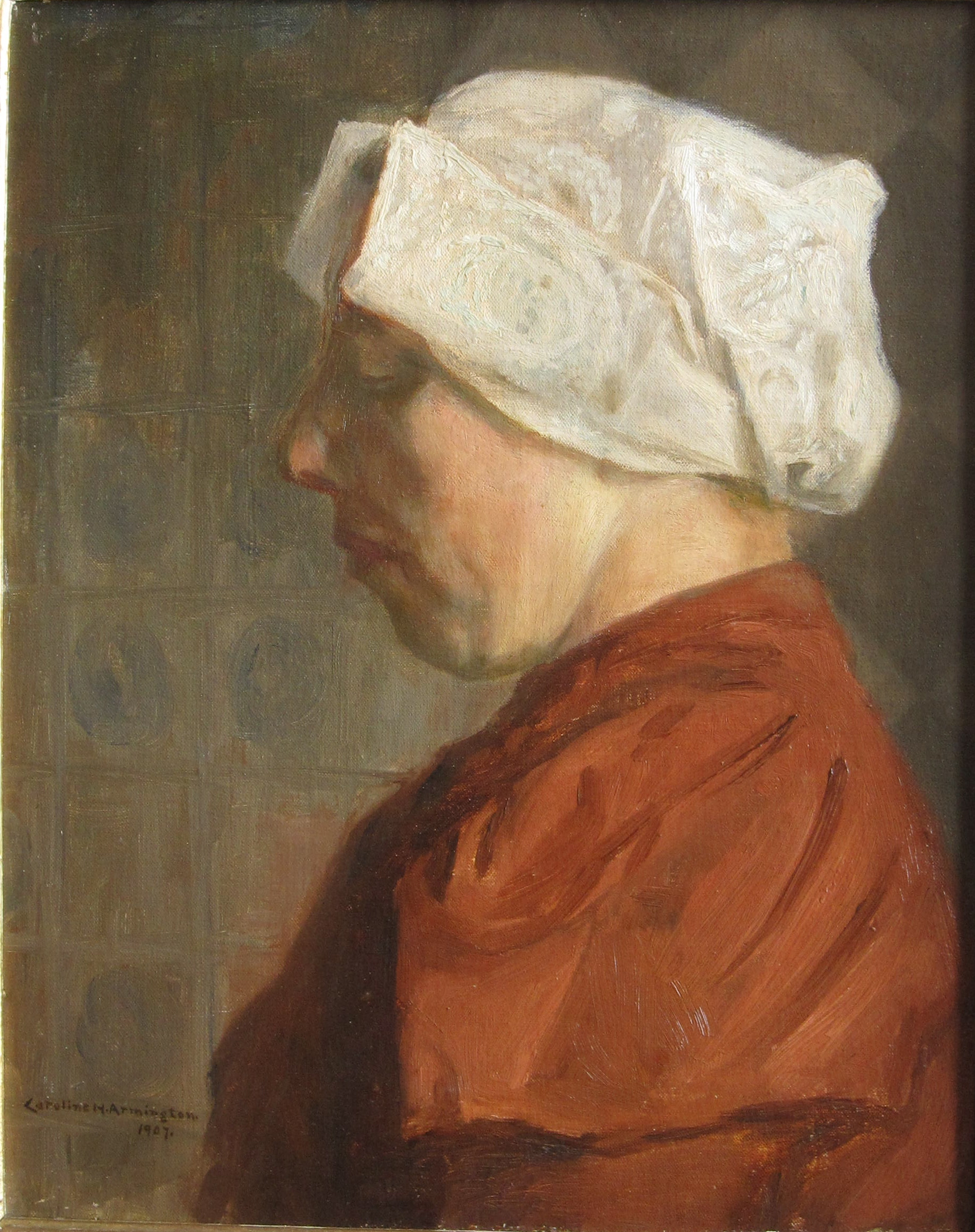
Paysanne Hollandaise (Holländische Bäuerin), 1907. Ausgestellt auf dem Salon des Artistes Français 1908 im Grand Palais, Paris

Caroline Armington ist bekannt für ihre Gemälde und Radierungen, die häufig Straßenszenen von Paris, die Kanäle von Brügge und verschiedene Landschaften zeigen. Ihr Stil wird dem Impressionismus zugerechnet. Sie schuf insgesamt 551 Radierungen. Ihre Werke sind in den Sammlungen bedeutender Museen vertreten, darunter das British Museum in London, das Metropolitan Museum of Art in New York und die National Gallery of Canada in Ottawa.